# Prix Väinö Linna
Le prix Väinö-Linna (en finnois : Väinö Linnan palkinto) est un prix littéraire décerné par la Municipalité de Tampere depuis 1962 sur le fonds Väinö Linna. 
Le montant du prix a évolué de 20 000 marks à 50 000 marks finlandais puis à 10 000 €. le prix a été décerné dix fois entre 1965 et 2011.

## Lauréats
- 1967 Eeva-Liisa Manner
- 1979 Hannu Salama
- 1984 Martti Joenpolvi
- 1986 Väinö Kirstinä
- 1990 Eila Pennanen
- 1995 Asko Martinheimo
- 1999 Kalle Päätalo
- 2003 Kari Aronpuro
- 2005 Jaakko Syrjä
- 2011 Kirsi Kunnas